# 劉瑋 (康熙進士)
劉瑋（？—？），字荆公，號龍麓，山東省青州府沂水縣人，明末清初政治人物。

## 生平
崇禎十三年山东大祲，出粟千石赈济。清初由岁貢廷試高等，例授推官，弗就。顺治十一年（1654年）甲午登賢書，康熙三年（1664年）甲辰成進士，越三年，未仕卒。著有《龍麓诗稿》。

## 家庭
父劉應賓，明萬曆四十一年進士，崇禎中官吏部郎中，有暮夜来贿者，瑋峻拒不纳。